# Teluk Intan
Teluk Intan ist eine Stadt im Bundesstaat Perak in Malaysia.

## Geschichte
Die ersten Einwohner gehörten dem Königreich von Malakka an. Als Flüchtlinge vor der portugiesischen Eroberung 1511 siedelten sie sich am Perak an der Stelle der heutigen Stadt an.
Unter dem Namen „Teluk Mak Intan“ war die Stadt seit 1528 Gerichtsplatz, bis diese Funktion 1877 an Kuala Kangsar ging. Dieser Name ging auf eine dortige Händlerin zurück, die aus dem im Norden Sumatras ansässigen Volksstamm Mandailing stammte. 
Unter britischem Protektorat verwandte man den Namen „Teluk Anson (Anson Bay)“ nach dem Vizegouverneur von Penang Edward Anson, denn dieser fertigte 1882 die Stadtplanung an. 1982 änderte der Sultan von Perak den Namen in „Teluk Intan (Diamond Bay)“.

## Wirtschaft
Ende des 20. Jahrhunderts erlebte die Stadt einen wirtschaftlichen Niedergang. Dieser wurde dadurch hervorgerufen, dass der Hafen seine Bedeutung verlor, weil sich als Folge von Erosion Untiefen gebildet hatten. Wegen des wirtschaftlichen Rückgangs wurde auch eine Bahnlinie stillgelegt. 
Mit dem Bau einer neuen Straße und der Anlage eines neuen Stadtzentrums erlebte die Stadt in den letzten Jahren einen Aufschwung. Hauptwirtschaftsfaktor sind Palmölplantagen, die u. a. durch Sime Darby betrieben werden.

## Bildung
In der Stadt befinden sich ein Nebencampus der Technischen Universität MARA und ein Institut der Nationalen Universität Malaysia.

## Sehenswürdigkeiten
- Schiefer Turm von Teluk Intan, Ende des 19. Jahrhunderts zur Wasserspeicherung gebaut, 25 m hoch
- Kriegerdenkmal (Erster Weltkrieg)
- Hook-Soon-Tempel, gewidmet Mazu, Hauptbauwerk 1883 errichtet
- Sri-Subramaniam-Tempel, 1926 errichtet

## Persönlichkeiten
- Muhd Azeem Fahmi (* 2004), Sprinter